# サンリオファンタージェン
サンリオファンタージェンは、千葉県船橋市内の大規模ショッピングセンター「ららぽーと2」（現：ららぽーとTOKYO-BAY）にかつて存在したサンリオ直営のテーマパークである。

## 概要
およそ1985年から、株式会社サンリオ社長室内に直轄部署を立ち上げ、将来的な新規事業開拓のためのプロジェクトによる企画・立案を開始した後、「サンリオ 銀座ギフトゲート」（通称「銀座サンリオギャラリー」、1987年12月開店、1996年1月末閉店。）に続くプロジェクト第二弾として事業化を行った屋内型ミニパーク。館内のイメージはドイツのローテンブルクの街並みを模した物で、サンリオファンタージェン開業プロジェクトが後のサンリオピューロランド着工への足掛かりとなった。サンリオファンタージェンの着工日は1987年8月1日で開館日は1988年3月25日（正式開館日は1988年3月20日）、閉館は1995年8月31日。
株式会社サンリオがおよそ1985年に社長室内に直轄組織の「新規事業開発室」を設置し開発及び運営と事業展開ノウハウの獲得に乗り出した事業展開の一つで、運営コンセプトは「夢が現実となる街」「いつも何か楽しいこと不思議なことが起きる街」の2点で、単なる商業施設の範疇ではなく物を売る現場から環境の楽しさや夢を売る場所としての新しい提案を含んだ「新商業空間のありかた」を提案した点が最大の特徴だった。
株式会社サンリオがおよそ1985年に社長室内に直轄組織の「新規事業開発室」を設置した事をきっかけとして自社開発キャラクターの運用ノウハウの獲得と共に、来るべき将来に対応したテーマパーク事業の運営知見を得るため、当時の「サンリオ 銀座ギフトゲート」（通称「サンリオ銀座ギャラリー」）に続くプロジェクトとして船橋ららぽーとの拡張に伴って船橋ららぽーと2内の区画に「サンリオファンタージェン」を設置開業した。同施設は1987年2月に着工し1988年3月に竣工。企画は市場開発部の社員によるもの、施設内スペシャルエフェクト特殊効果は米国ランドマークエンターテイメント社（当時）によるもの。
施設名の「ファンタージェン」は、企画担当の宮﨑芳実（現：こじまよしみ、『ちびくろさんぼ3』作者）が、ミヒャエル・エンデ作『ネバーエンディング・ストーリー』に登場する、空想し想像する心を持った人にしか見えない国の名称をオマージュして名付け、同物語に由来する2人の子供が空想の街「ファンタージェン」を訪れる設定で企画立案させた宝探し謎解き絵本を執筆、編集した。その絵本のストーリーを元に、各ショップや施設をシンクロさせ設計して行くという画期的な方法で作った施設となった。サンリオファンタージェンの事業化業務においては、当時の市場開発部、直販部、商品部、情報システム部、新規事業開発室のメンバー合計10数名が専門チームを編成し、ドイツにロケーションハンティング（ロケハン）を行い準備を重ねた。
※出典 

## 施設
建築家の石井和紘による設計で構法監修は岸谷孝一（日本大学教授）が行い、施工は三井建設が担当。施工主はららぽーとでサンリオがそれを賃貸する形式を採り、およそ20億円を投じて内装を施した。施設全体は中世ドイツの街並（ローデンブルグのイメージ）を模した大型複合店で外廓は城壁に囲まれており、建物上部をドームで覆った構造。建物の敷地面積は約938平方メートルで延床面積は約1931平方メートルの二階建てで、吹抜けの天井部分はテフロン膜サスペンション構造屋根で外光の約1/5を採光可能な高耐久性膜構造物（テント）で覆った構造体で、膜構造物の材質は当時の東京ドームと同様。こうした膜構造物（構造体）によるドーム構造は商業施設では当時日本初の試みだった。内部には高さ約25メートルのシンボルタワーがそびえ建ち、タワーを囲む形で中世ドイツの街並が再現され、ギフト商品、子供服、玩具、生花、ドラッグストア、レストランなどの合計18店舗（その内サンリオ直営が10店舗、テナントが8店舗）が立ち並び、初年度の年商は14億円を目指して開業し、1989年時点の売上げは当初予測を上回った約22億円だった。施設内には特殊アニメーション技術やロボット技術を活用した「仕掛け」が約10パターン組み込まれており、照明効果も当時の技術を駆使して朝から昼、夕景に至る様子をドーム内に再現し、店舗照明と連動した舞台用照明装置による空間演出が施されていた。これらの「空間演出効果」は、辻信太郎の原体験を基に再現されたもので「子供から大人までファンタジーの世界を体感して欲しい」といった願いが込められていた。ローデンブルグをイメージとした坂道や小景があった施設内は、本物の街並みを約1/2に縮小して建設した。中央広場ではミニコンサートも開催することも出来た。この「サンリオファンタージェン」のオープンによってららぽーと2の集客効果は約2倍の効果（当時）があった。

### 施設詳細
- 建築面積：938.68平方メートル
- 延床面積：1,931.56平方メートル
- 各階床面積：1階1,122.80平方メートル、2階808.76平方メートル
- 地域地区：商業地区
- 道路幅員：東25.5メートル、西10メートル、南約50メートル（湾岸自動車道）
- 最高高さ：地上高約25メートル
- 主体構造1：鉄筋コンクリート造、四フッ化エチレン樹脂コ－ティングガラス繊維織布0.8重膜サスペンション構造
- 主体構造2：その他区画は鉄骨造
- 基礎・杭：PHC杭（中張り拡大根固め構造）
- 階数：地上2階建
- 設計期間：1986年8月から1987年8月
- 施工期間：1987年8月から1988年3月

外部仕上
- 屋根部分RC部 - 鉄骨構造、上部鋼鉄製下地、石綿セメント板厚5ミリ+アスファルトルーフィング+FRP造形魚鱗切断構造
- 外壁部分RC部 - コンクリート下地、モルタル厚30擬岩仕上+上部コンクリート下地、鋼鉄製下地+ラスシート+下部モルタル厚40ミリ仕上構造

内部仕上
- 塔（塔屋部）- 鋼鉄製壁面下地+ラスシート下地+モルタル厚40擬岩仕上、装飾物FRP造形構造
- 1階RC部 - 床面 モルタル下地+ピンコロ風磁器質100ミリタイル貼+40厚タイル13パターン張り
- 1階天井部 - PB厚12上石風塗装+木製格子組構造
- 2階インナーハウス部 - 床面 モルタル下地+ピンコロ風磁器質100ミリタイル貼+40厚タイル13パターン張り（回廊、スロープ部共通）
- 2階壁面 - PB12厚上+樹脂プラスター厚3吹き付け加工
- 2階開口部周り額縁部 - PB厚12上+コンパネ組+ラスシート12厚上+樹脂プラスター厚3吹き付け加工
- 2階防火区画部 - 木毛セメント複合敷込み構造+PB12厚上石風塗装仕上または木製格子加工仕上
- バックヤード部 - 床面 コンクリート敷設+エキスパンドメタル敷込
- バックヤード部 - 壁面 コンクリート打設素地（RC部）+鋼鉄製構造体+下地PB12厚（鉄骨部）
- バックヤード天井部 - エキスパンドメタル敷込み（1階）+コンクリート打設素地（2階）

※ 出典

## 店舗構成
サンリオ直営
- ヘンゼルとグレーテル：菓子ショップ。店内には立体映像ゾーンと秘密の扉ゾーンがあった。
- マイスターヒュッテ：ドイツ料理のレストラン。バイオリン演奏のショーとキャラクターグリーティングを実施した。
- トーイハウス：サンリオ初の男児向け玩具専門店。
- ワーカーズ・サンタクロース：クリスマスグッズを通年販売。「サンタクロースの工房」をイメージした店舗。
- ポストアムト：グリーティングカード、ラッピング用品などを販売。消印押印サービスがあり専用投函ポストを設置した。
- フォーシーズンズ：バレンタイン、ハロウィーンなどの季節イベント対応商品を季節毎に販売した。
- キティハウス：ハローキティの商品を専門に取り扱った「専門店舗」。
- シュガーランド：サンリオ初の「子供服専門特化店」。
- ハグランド：ぬいぐるみ、絵本の専門店。店員は「ぬいぐるみから人間になってしまった」設定に基づく耳・尻尾つきの衣装で接客対応。
- グーグーグー：ファンタージェン謹製のおみやげ専門店。

テナント
- POPOコレクション：アクセサリーとアンティーク小物を販売。「ママの宝石箱」をイメージとした店舗。
- アポテーク：子供用医療品と雑貨を販売。街の薬屋さんを模した店舗。
- ブルーメントア：生花店。
- ポケッドキッド：トラッドタイプの子供服を販売。即日仕立サービスを実施。
- バブ：カジュアル子供服を販売。
- ルフトバルーン：デニム製の子供服を中心とした幼児向け服飾品販売店舗。
- ジェニーショップ：タカラ製ジェニー人形の専門店。この店舗のみで販売した「ドイツ仕様ジェニー」と着せ替えグッズのコーナーがあった。
- ミミック：ぬいぐるみ、人形、オルゴール専門店。

## 特殊効果・仕掛け
サンリオと米国ランドマーク・エンターテイメント社による共同企画・設計による特殊効果と仕掛けが店内の各所に配置されていた
[1階]
- 仕掛け時計
- オーディオ・アニマトロニクスの猫（仕掛け時計と連動）
- オーディオ・アニマトロニクスの鳩
- ブレーメンの音楽隊のロボット

[2階]
- ふしぎな鏡
- 立体映像を見せる「かまど」（竈）
- ふしぎな井戸
- 噴水・イベントステージ（特殊効果装置常設ステージ）

※出典 

## 登場キャラクター
- ピーター・ボン・キャット（ファンタージェンオリジナルキャラクター）
- ハローキティ